# .dev
.dev est un domaine de premier niveau géré par Google. Il a été proposé dans le cadre du programme des nouveaux noms de domaine de premier niveau générique de ICANN. Il est disponible au grand public depuis le 1er mars 2019 mais a été en accès anticipé depuis 19 février 2019.

## Sécurité
Le nom de domaine de premier niveau .dev est intégré à la liste préchargée HSTS, concrètement, cela oblige tous les domaines .dev à disposer du HTTPS, sans avoir besoin de configuration HSTS individuelle.

## Histoire
Les développeurs web ont utilisé les domaines de premier niveau .dev au sein de leur réseau interne à des fins de développement pendant longtemps. Cependant, après que Google a acquis le TLD, de tels environnements ont arrêté de fonctionner sur certains navigateurs modernes.

## Statistiques d'usage
En janvier 2025, environ 450 000 domaines utilisent l'extension .dev.